# مفصل لغزنده
در بدن، مفصل لغزنده (انگلیسی: Sliding Joint) یا مفصل مسطح (انگلیسی: Plane joint)، نوعی مفصل زلاله‌ای (سینویال) است که در آن سطوح متقابل پهن بوده یا فقط دارای انحنای خفیفی هستند. سطوح این مفصل مسطح بوده و فقط اجازه حرکت به سمت جلو و عقب را دارا می‌باشد. حرکت در این مفصل به صورت خطی صورت می‌گیرد، نه زاویه‌ای. معمولاً حرکت در این مفاصل به صورت محدود انجام می‌شود.
در این نوع مفصل، سطوح مفصلی تقریباً مسطح است یا دارای کوژی و کاوی (محدب و مقعر) اندکی است و حرکات آن که به وسیله رباط‌های مفصلی محدود شده‌است به صورت لغزشی است. مثل مفصل بین استخوان‌های مچ دست و مچ پا و مفصل خاجی خاصره‌ای.
در این مفاصل دو استخوان مجاور به صورت محدودی در کنار هم کمی می‌لغزند. این استخوان‌ها در محل مفصل به توسط رباط‌های بسیار قوی به هم متصل شده و حرکت کمی دارند مانند مفاصل بین استخوانچه‌های مچ دست یا مفصل بین استخوان ساکروم و ایلیوم در لگن.